# Aermacchi Corsaro 150
De Aermacchi Corsaro 150 was een motorfiets die werd geproduceerd door het Italiaanse merk Aermacchi.

## Voorgeschiedenis
De vliegtuigfabrikant Aeronautica Macchi had pas begin jaren vijftig een begin gemaakt met de productie van scooters en in 1954 de Aermacchi 250 Bicilindrica gebouwd. Hoewel dit een motorfiets was, had hij een bijzonder model met een vreemd, U-vormig frame en kleine 15 inch wielen. Men had intussen wel een prototype van een 350 cc model gebouwd, dat was voorzien van enorm veel plaatwerk en qua ontwerp was gestoeld op de Amerikaanse auto's.

## Corsaro 150
De Corsaro 150 werd voorzien van het tweetaktmotortje dat ook werd gebruikt voor de Zeffiro 150 scooter. Hoewel de lijnen wel enigszins sportief waren, was er toch nog veel plaatwerk gebruikt, waardoor de motor bijna helemaal verborgen was. Hij was voorzien van een duozadel, maar niet van extra voetsteunen. De Corsaro 150 werd alleen in 1955 geproduceerd. Daarna schakelde Aermacchi over op viertaktmotoren, waarvan de Chimera 175 uit 1956 de eerste was.

## Technische gegevens
| Aermacchi              | Corsaro 150                       |
| ---------------------- | --------------------------------- |
| Periode                | 1955                              |
| Categorie              | sportieve toermotor               |
| Motortype              | tweetakt                          |
| Bouwwijze              | liggende eencilinder              |
| boring                 | 57 mm                             |
| slag                   | 58 mm                             |
| Cilinderinhoud         | 148 cc                            |
| Carburateur(s)         | onbekend                          |
| Smeersysteem           | mengsmering                       |
| Compressieverhouding   | onbekend                          |
| Max. Vermogen          | 4,4 kW/6 pk bij 5.500 tpm         |
| Topsnelheid            | 85 km/h                           |
| Primaire aandrijving   | tandwielen                        |
| koppeling              | meervoudige droge platenkoppeling |
| versnellingen          | 4                                 |
| Secundaire aandrijving | ketting                           |
| Rijwielgedeelte        | onbekend                          |
| Voorvork               | telescoopvork                     |
| Achtervork             | swingarm                          |
| Remmen                 | trommelremmen                     |
| Tankinhoud             | onbekend                          |
| Droog gewicht          | onbekend                          |
| Voorganger             | geen                              |
| Opvolger               | Chimera 175                       |